# Вікторія Сасонкіна
Вікторія Сасонкіна (англ. Viktoriya Sasonkina, нар. 1 січня 1988, Одеса) —  українська  топ-модель.

## Біографія
Її незвичайна зовнішність зіграла свою роль, і вже в 17 років їй пощастило підписати контракт з модельним агентством Major Management в Парижі.
У 2006 році, Вікторія дебютувала на подіумі весняного шоу Issey Miyake. Пізніше вона прийняла пропозицію з Лондона, куди й переїхала жити і працювати.
З 2008 року Вікторія почала співпрацювати з агентствами Нью-Йорка, Мілана та Токіо. Вікторія Сасонкіна стала обличчям світових торгових марок і брендів. У 2010 році вона потрапила в список 50 найкращих моделей.
Вікторія Сасонкіна є особою таких рекламних кампаній: Alberta Ferretti, Cafènoir, Calvin Klein Jeans, CK, GF by Gianfranco Ferre, John Galliano, Liu Jo, Mulberry, Nannini, Nordstrom, Phi, Prada, Prada 'L'Eau Ambrée "flagrance, RMK, Sonia Rykiel, Vince Camuto, YSL, Juicy Couture.